# کشتار تیکوچین
کشتار تیکوچین در ۲۵ اوت ۱۹۴۱، در جریان جنگ جهانی دوم رخ داد و در طی آن جمعیت یهودی محلی تیکوچین در لهستان توسط آینزاتس‌کماندو آلمان کشته شدند.

## پیشینه

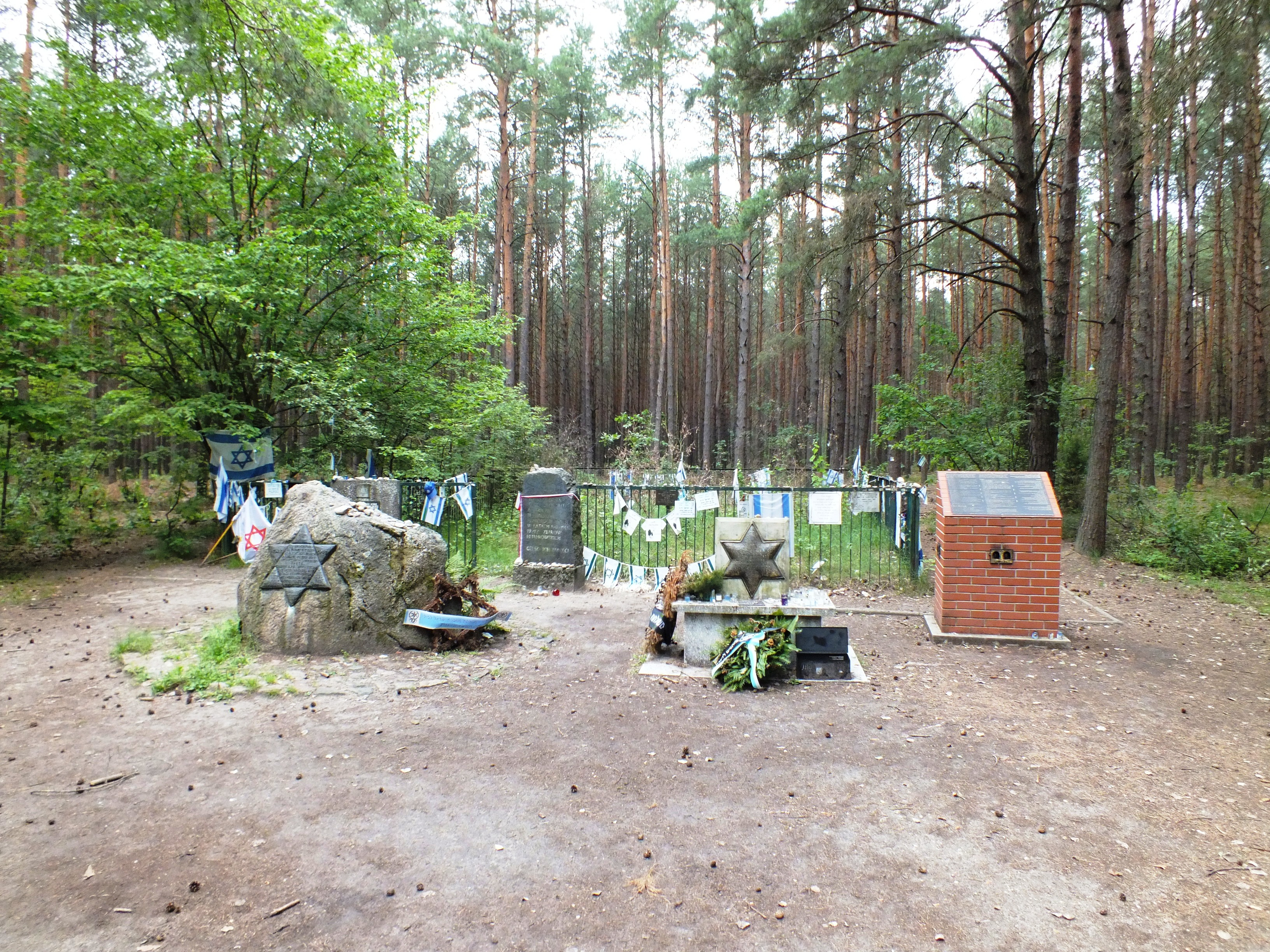
گورهای دسته‌جمعی یهودیان تیکوچین در نزدیکی جنگل واپوخووا.

شهر تیکوچین در زمان تهاجم شوروی به لهستان و نیز آلمان نازی طبق توافقی پنهانی میان آن‌ها، موسوم به پیمان مولوتوف–ریبنتروپ، توسط آلمان نازی فتح شد. در پایان سپتامبر ۱۹۳۹، منطقه توسط نازی‌ها مطابق با پیمان مرزی آلمان و شوروی به اتحاد جماهیر شوروی منتقل شد. در ژوئن ۱۹۴۱، این شهر توسط آلمان در عملیات بارباروسا تصرف شد.
آلمانی‌ها در ابتدا تمرکزی بر شهر نداشتند؛ چرا که پیش از جنگ، لهستانی‌های محلی وابسته به حزب ناسیونال دموکرات (Endecja) به سازماندهی تحریم کسب و کارهای یهودی و غارت سیستماتیک خانه‌های ایشان پرداخته بودند.
طبق شهادت یکی از بازماندگان به نام مناخم تورک، آلمانی‌ها جان فیبیچ، یک آلمانی‌تبار محلی را به عنوان شهردار گماشتند. فبیچ، با کمک ادموند وینویسکی، فهرستی ادعایی از کمونیست‌های یهودی تهیه کرد که تقریباً همه جوانان یهودی شهر را شامل می‌شد.

## کشتار
صبح روز ۲۴ اوت، آلمانی‌ها اعلام کردند که یهودیان می‌بایست روز بعد در میدان شهر برای سرشماری گرد هم می‌آمدند. در آن هنگام تقریباً ۱۴۰۰ یهودی در تیکوچین زندگی می‌کردند. در ۲۵ اوت، یهودیان با کمک پلیس لهستان توسط آلمانی‌ها در میدان جمع شدند. آلمانی‌ها به منظور آرام کردن جمعیت، به یهودیان گفتند که قرار است آنها را به گتو بیاویستوک بفرستند. مردان به روستای مجاور و از آنجا با کامیون به سمت گودال‌هایی در جنگل واپوخووا (Łopuchowo) رهسپار و به قتل رسیدند. زنان و ناتوان‌ها با کامیون به داخل چاله‌ها رانده شده و به قتل رسیدند. سالخوردگان، ناتوان‌ها و سایر افرادی که در ۲۵ اوت حضور نداشتند، در مجموع حدود ۷۰۰ تن، در ۲۶ اوت به گودال‌ها برده و تیرباران شدند.
در تحقیقات آلمان غربی، یک شاهد یهودی توانست اس‌اس-اوبراشتورمفورر هرمان شاپر را که فرمانده آینزاتس‌کماندو بود، به عنوان مرد هدایت کننده تیراندازی‌ها شناسایی کند.
حدود ۱۵۰ یهودی موفق به فرار از کشتار شدند، اما بیشتر آنها به آلمانی‌ها تحویل داده شدند. برخی به گتو بیالیستوک فرستاده شدند و در نهایت به سرنوشت یهودیان آنجا دچار شدند.